# Sterling K. Brown
Sterling Kelby Brown (Saint Louis, Missouri, 1976. április 5.–) Golden Globe- és háromszoros Primetime Emmy-díjas amerikai színész.
Ő játszotta Christopher Darden-t az FX-es limitált sorozatban, a American Crime Story: Az O. J. Simpson-ügyben (2016) és Randall Pearson-ként szerepelt az NBC Rólunk szól című drámasorozatában. Mindkét szerepért díjakat kapott; Primetime Emmy-díjat és Golden Globe-díjat nyert. Brown mellékszerepeket játszott a Fekete Párduc (2018) és a Waves (2019) című filmben, legutóbbi szerepe „Shy Baldwin” karaktere volt az Amazon Prime eredeti sorozatában, a The Marvelous Mrs. Maisel-ben.

## Fiatalkora
Brown 1976-ban született Missouriban (St. Louis), Sterling Brown és az Aralean Banks Brown fiaként. Brown egyike az öt gyermeknek; két nővére és két bátyja van. Apja meghalt, amikor Brown tízéves volt. Gyerekként Kelby néven volt ismert; amikor a tizenhatodik életévét betöltötte, átvette a Sterling nevet, 2016-ban el is magyarázta, hogy miért:
Kelby volt a nevem. Anyám elmesélte nekem ezt a történetet - másnap megismételte - az óvodában egyik nap hazajöttem és azt mondtam: „Anya, Sterling nyolc betű, Kelby viszont öt. Én a Kelby-re fogok hallgatni, aztán amikor tizenhat éves leszek, Sterlingként fognak szólítani. Én erre nem is emlékszem. Számomra ösztönző volt, hogy ő már egy ideje elment, én pedig azt gondoltam: ”a Kelby egy kisfiú neve volt,,. Úgy éreztem, hogy kész vagyok Sterlinggé válni.
Brown a Missouri államokbeli Olivette-ben nőtt fel, egy belső gyűrűs külvárosban, St. Louis-ban - azon belül St. Louis megyében, ahol a Mary Institute and St. Louis Country Day Iskolába járt.
Brown 1998-ban a Stanford Egyetemen végzett színészi diplomával. Kezdetben közgazdaságtanra akart szakosodni, hogy az üzleti életben dolgozhasson, de beleszeretett a színészetbe, amikor még elsős főiskolás hallgató volt. Ezután Brown a New York Egyetem Tisch School of the Arts művészeti részlegének hallgatója lett, ahol művészetből mesterfokozatot végzett.

## Karrierje
A főiskolai diploma befejezése után Brown számos szerepet játszott a helyi színházban. Brown azóta számos televíziós műsorban megjelent, többek között; Vészhelyzet, New York rendőrei, JAG – Becsületbeli ügyek, Boston Legal – Jogi játszmák, Alias, Nyomtalanul, Odaát, és a Harmadik műszak. Brown rendszeresen játszott a Starved komédiasorozatban, és filmekben is jelentős szerepeket kapott, beleértve a Maradj! (2005) című thrillert Ewan McGregorral, a Hip-hop szerelem (2002) című romantikus vígjátékot Taye Diggsszel, valamint a Házasság a négyzeten című, szintén romantikus filmet David Duchovnyval és Julianne Moore-ral.
Brown visszatérő szereplőként Gordon Walker vámpírvadászt alakította az Odaát című televíziós sorozatban. Dr. Roland Burtont játszotta a Katonafeleségek című drámasorozatban, továbbá Cal Beecher nyomozót a A célszemély című bűnügyi drámasorozatban, és a Médium showban is megjelent. 2008-ban David Mosley-t játszotta a  Eli Stone  -  Páciens epizódjában. 2016-ban Brown szerepelt az FX-es minisorozatban, az American Crime Story: Az O. J. Simpson-ügyben, mint Christopher Darden, amelyért Primetime Emmy-díjat és Golden Globe-díjat is nyert.
Brown szerepelt Bertolt Brecht-től a The Resistible Rise of Arturo Ui című 2002. évi színdarab produkciójában, melynek főszereplői Al Pacino, Paul Giamatti, Steve Buscemi, John Goodman és Jacqueline McKenzie. 2014-ben ő játszotta a Hőst, Suzan-Lori Parks - Odüsszea ihlette játékában, a Father Comes Home From the Wars című New York-i színdarabban. Brown a 2014-es The Suspect című filmben is szerepelt Mekhi Phiferrel.
2016 óta Brown szerepel a Rólunk szól (This Is Us) című televíziós sorozatban. 2018-ban ő lett az első afro-amerikai színész, aki elnyerte a Golden Globe-díjat a televíziós dráma kategóriában a legjobb színészek közül, amelyet a This Is Us-ért kapott. Ugyanebben az évben ő lett az első afro-amerikai színész, aki elnyerte a Screen Actors Guild-díjat legjobb férfi főszereplői drámasorozatban-kategóriában, szintén a  This Is Us-ért, és megjelent egy Marveles filmben, a Fekete Párducban, mint N'Jobu.
2018 júniusában Brown tartott beszédet a lediplomázott hallgatóknak a Stanford Egyetemen.
2019 augusztusában a D23 Expo-n és a Twitteren bejelentették, hogy Destin Mattias hadnagy hangját fogja kölcsönözni a Jégvarázs 2.-ben.

## Magánélete
2007 júniusában, Brown feleségül vette Ryan Michelle Bathe színésznőt, akivel elsőévesként a Stanford Egyetemen találkozott. Két közös gyermekük van.

## Filmográfia

### Film
| Év   | Magyar cím                           | Eredeti cím                    | Szerep                          | Magyar hang          | Rendező            |
| ---- | ------------------------------------ | ------------------------------ | ------------------------------- | -------------------- | ------------------ |
| 2002 | Hip-hop szerelem                     | Brown Sugar                    | munkatárs                       |                      | Rick Famuyiwa      |
| 2005 | Házasság a négyzeten                 | Trust the Man                  | Rand                            |                      | Bart Freundlich    |
| 2005 | Maradj!                              | Stay                           | Frederick / Devon               | Kárpáti Levente      | Marc Forster       |
| 2008 | A törvény gyilkosa                   | Righteous Kill                 | Rogers nyomozó                  | Damu Roland          | Jon Avnet          |
| 2011 | A lökött tesó                        | Our Idiot Brother              | Omar Coleman rendőr             | Dolmány Attila       | Jesse Peretz       |
| 2013 |                                      | The Suspect                    | a másik gyanúsított             |                      | Stuart Connelly    |
| 2015 | Mojave                               | Mojave                         | Fletcher nyomozó (cameo)        |                      | William Monahan    |
| 2016 | Afganisztáni víg napjaim             | Whiskey Tango Foxtrot          | Hurd őrmester                   | Varga Gábor          | Glenn Ficarra      |
| 2016 | Afganisztáni víg napjaim             | Whiskey Tango Foxtrot          | Hurd őrmester                   | Varga Gábor          | John Requa         |
| 2016 |                                      | Spaceman                       | Rodney Scott                    |                      | Brett Rapkin       |
| 2017 | Marshall – Állj ki az igazságért!    | Marshall                       | Joseph Spell                    | Orosz Ákos           | Reginald Hudlin    |
| 2018 | Fekete Párduc                        | Black Panther                  | N'Jobu                          | Szabó Máté           | Ryan Coogler       |
| 2018 | Hotel Artemis – A bűn szállodája     | Hotel Artemis                  | Sherman / Waikiki               | Pál András           | Drew Pearce        |
| 2018 | Predator – A ragadozó                | The Predator                   | Will Traeger                    | Pál András           | Shane Black        |
| 2019 | Angry Birds 2. – A film              | The Angry Birds Movie 2        | Garry (hangja)                  | Gémes Antos          | Thurop Van Orman   |
| 2019 | Hullámok                             | Waves                          | Ronald Williams                 | Csík Csaba Krisztián | Trey Edward Shults |
| 2019 | Jégvarázs 2.                         | Frozen II                      | Destin Mattias hadnagy (hangja) | Tokaji Csaba         | Jennifer Lee       |
| 2020 | Ritmusszekció                        | The Rhythm Section             | Frank White                     | Pál András           | Reed Morano        |
| 2022 | Dudálj Jézusnak, mentsd meg a lelked | Honk for Jesus. Save Your Soul | Lee-Curtis Childs               |                      | Adamma Ebo         |
| 2023 |                                      | Biosphere                      | Ray                             |                      | Mel Eslyn          |
| 2023 | Amerikai irodalom                    | American Fiction               | Clifford "Cliff" Ellison        | Csík Csaba Krisztián | Cord Jefferson     |
| 2024 | Atlas                                | Atlas                          | Elias Banks ezredes             | Pál András           | Brad Peyton        |

### Televízió
| Év        | Magyar cím                                 | Eredeti cím                                       | Szerep                  | Megjegyzések                                  |
| --------- | ------------------------------------------ | ------------------------------------------------- | ----------------------- | --------------------------------------------- |
| 2002–2004 | Harmadik műszak                            | Third Watch                                       | Edward Dade rendőr      | 9 epizód                                      |
| 2003      | Hack – Mindörökké zsaru                    | Hack                                              | Rasheed Morgan          | 1 epizód                                      |
| 2003      | Tarzan                                     | Tarzan                                            | Carey nyomozó           | 2 epizód                                      |
| 2004      | Vészhelyzet                                | ER                                                | Bob Harris              | 1 epizód                                      |
| 2004      | New York rendőrei                          | NYPD Blue                                         | Kelvin George           | 1 epizód                                      |
| 2004      | JAG – Becsületbeli ügyek                   | JAG                                               | Harry Smith őrmester    | 1 epizód                                      |
| 2005      | Boston Legal – Jogi játszmák               | Boston Legal                                      | Zeke Borns              | 1 epizód                                      |
| 2005      |                                            | Starved                                           | Adam Williams           | 7 epizód                                      |
| 2006      | Alias                                      | Alias                                             | Rance ügynök            | 1 epizód                                      |
| 2006      |                                            | Smith                                             | Mr. Corey               | 1 epizód                                      |
| 2006      | Nyomtalanul                                | Without a Trace                                   | Thomas Biggs            | 1 epizód                                      |
| 2006–2007 | Odaát                                      | Supernatural                                      | Gordon Walker           | 4 epizód                                      |
| 2007      | Shark – Törvényszéki ragadozó              | Shark                                             | Quenton North           | 1 epizód                                      |
| 2007      | Túsztárgyalók                              | Standoff                                          | Russell Marsh           | 1 epizód                                      |
| 2007–2013 | Katonafeleségek                            | Army Wives                                        | Roland Burton           | 107 epizód                                    |
| 2008      | Eli Stone                                  | Eli Stone                                         | David Mosley            | 1 epizód                                      |
| 2010      | A médium                                   | Medium                                            | Todd Gillis             | 1 epizód                                      |
| 2011      |                                            | Detroit 1-8-7                                     | Cameron Jones           | 1 epizód                                      |
| 2011      | A férjem védelmében                        | The Good Wife                                     | Andrew Boylan           | 1 epizód                                      |
| 2011      |                                            | Harry's Law                                       | Mr. Thomas              | 1 epizód                                      |
| 2012      | Nikita                                     | Nikita                                            | Nick Anson              | 1 epizód                                      |
| 2012–2013 | A célszemély                               | Person of Interest                                | Cal Beecher nyomozó     | 6 epizód                                      |
| 2013      | NCIS                                       | NCIS                                              | Elijah Banner           | 1 epizód                                      |
| 2014      | A mentalista                               | The Mentalist                                     | Higgins ügynök          | 1 epizód                                      |
| 2014      |                                            | Masters of Sex                                    | Marcus                  | 1 epizód                                      |
| 2015      | Castle                                     | Castle                                            | Ed Redley               | 1 epizód                                      |
| 2015      | Gyilkos elmék                              | Criminal Minds                                    | Fitz                    | 1 epizód                                      |
| 2016      | American Crime Story: Az O. J. Simpson-ügy | The People v. O. J. Simpson: American Crime Story | Christopher Darden      | 10 epizód                                     |
| 2016–2022 | Rólunk szól                                | This Is Us                                        | Randall Pearson         | - főszereplő - magyar hangja: - Patkós Márton |
| 2017      | Bizonytalan                                | Insecure                                          | Lionel                  | 2 epizód                                      |
| 2017      | Bear Grylls: Sztárok a vadonban            | Running Wild with Bear Grylls                     | önmaga                  | 1 epizód                                      |
| 2018      | Saturday Night Live                        | Saturday Night Live                               | önmaga (házigazda)      | 1 epizód                                      |
| 2018      | Brooklyn 99 – Nemszázas körzet             | Brooklyn Nine-Nine                                | Philip Davidson         | 1 epizód                                      |
| 2018      |                                            | Black Love                                        | önmaga                  | 2 epizód                                      |
| 2018      | Robotcsirke                                | Robot Chicken                                     | több szereplő hangja    | 2 epizód                                      |
| 2019      |                                            | The Unauthorized Bash Brothers Experience         | Sia                     | különkiadás                                   |
| 2019      | Szezám utca                                | Sesame Street                                     | önmaga                  | 1 epizód                                      |
| 2019      | A káprázatos Mrs. Maisel                   | The Marvelous Mrs. Maisel                         | Reggie                  | 4 epizód                                      |
| 2019–2020 |                                            | One Day at Disney                                 | narrátor                | 52 epizód                                     |
| 2020      | Kipo és a csodálatos szörnyek kora         | Kipo and the Age of Wonderbeasts                  | Lio Oak (hangja)        | főszereplő                                    |
| 2020      |                                            | A West Wing Special to Benefit When We All Vote   | Leo McGarry             | különkiadás                                   |
| 2020      | Hormonokkal túlfűtve                       | Big Mouth                                         | Michael Angelo (hangja) | visszatérő szereplő (4. évad)                 |
| 2021–2022 | Vigyázz, ufók!                             | Solar Opposites                                   | Halk (hangja)           | 4 epizód                                      |
| 2022–2023 | A közbekotyogó kiscsibe                    | Interrupting Chicken                              | Papa (hangja)           | 12 epizód                                     |
| 2023–     | Legyőzhetetlen                             | Invincible                                        | Angstrom Levy (hangja)  | 9 epizód                                      |

### Videóklipek
| Év   | Előadó                        | Cím            | Szerep |
| ---- | ----------------------------- | -------------- | ------ |
| 2019 | The Lonely Island (feat. Sia) | Oakland Nights | Sia    |